# 壱岐要塞
壱岐要塞（いきようさい）とは、対馬要塞と共に対馬海峡の防備のため設置された大日本帝国陸軍の要塞である。

## 概要
対馬海峡、壱岐海峡の防備のため1924年10月から工事が開始され、1938年12月までに全ての砲台が竣工した。
的山大島砲台は戦艦「鹿島」の主砲塔（陸軍での名称は砲塔四五口径三〇糎加農砲）を、黒崎砲台は未成巡洋戦艦「赤城」（空母「赤城」に改装）の主砲塔（同、砲塔四五口径四〇糎加農）を設置した砲塔砲台であり、水上艦船への対処を目的としていた。また、おもに潜水艦の浮上襲撃への対処を目的として名烏島・小呂島・渡良大島の各砲台には四五式十五糎加農砲が、生月砲台には九六式十五糎加農砲が設置された。
壱岐島渡良大島地区には、陸軍の海岸要塞としては唯一の水中聴音機を有する水中観測所が設置されていた。
1939年3月10日時点の人員は、戦闘員28名（定員に対する不足2名）、非戦闘員23名で、ほかに馬が3頭いた。

## 沿革
- 1909年（明治42年）：「要塞整理方針」の「要塞整理要領」で「朝鮮海峡要塞系構想」で壱岐に要塞新設の構想[注釈 1]。
  - 対馬海峡東水道に向け：勝本第1・第2・第3砲台に、砲塔35糎加農砲[注釈 2] 各2門。
  - 壱岐水道に向け　　　
    - 馬渡島・加唐島・壱岐大島・的山大島：23口径30糎榴弾砲[注釈 3] 各4門。
    - 鷹島　　　　　　　　　　　　　　　：28糎榴弾砲 各4門。

　　　　　　＊ ( 要塞砲塔加農砲 も参照 )
- 1922年（大正11年）8月：陸軍築城部は、要塞工事のため壱岐島に臨時派出所を開設準備。
- 1923年（大正12年）
  - 4月：臨時派出所を築城部壱岐支部に改編。
  - 　　：帝国国防方針の改訂により「要塞再整理要領」が策定。その中で、砲台設置場所や備砲の再検討がなされる[注釈 4]。
- 1924年（大正13年）10月12日：的山大島砲台 着工
- 1926年（大正15年）8月1日：壱岐要塞司令部・壱岐要塞重砲兵連隊 設置
- 1927年（昭和2年）8月1日：壱岐要塞の重砲兵部隊の動員計画作成。(＊永久動員計画令・動員管理第12師団)
- 1928年（昭和3年）8月25日：黒崎砲台 着工
- 1929年（昭和4年）1月15日：的山大島砲台 竣工 ( 砲塔四五口径三十糎加農 連装 1基 2門)
- 1933年（昭和8年）
  - 2月14日：黒崎砲台 竣工 (砲塔四五口径四〇糎加農 連装 1基 2門)
  - 　  ：「要塞修正再整理要領」により大口径加農砲の多くが設置中止[注釈 5]。
    - 若宮島砲台 ⇒ 中止 (砲塔四五口径四〇糎加農 連装 1基 2門)
- 1934年（昭和9年）
  - 2月：若宮島砲台 着工
  - 7月16日：名烏島[注釈 6]砲台 着工
- 1935年（昭和10年）4月15日：小呂ノ島砲台 着工
- 1936年（昭和11年）
  - 8月1日：渡良大島砲台 着工
  - 12月：若宮島砲台 竣工
- 1937年（昭和12年）
  - 3月20日：名烏島砲台 竣工
  - 3月20日：小呂ノ島砲台 竣工
  - 7月6日：生月島砲台 着工
  - 12月30日：渡良大島砲台 竣工
- 1938年（昭和13年）12月12日：生月島砲台竣工
- 1941年（昭和16年）
  - 6月　　 ：関東軍特種演習により壱岐要塞司令部・壱岐要塞重砲兵連隊 動員。西部軍に編入。
  - 11月8日：予備兵器の38式野砲で、印通寺･馬渡島･長崎鼻 に臨時砲台動員。
  - 12月8日：大東亜戦争 開戦。
- 1942年（昭和17年）末：対潜水艦防備強化のため、神集島・玄海島 に、砲台 (12速加 4門)を新設[注釈 7]。
- 1944年（昭和19年）9月：特設警備第219中隊編入。
- 1945年（昭和20年）
  - 2月6日  ：第16方面軍の戦闘序列に編入。
  - 4月       ：壱岐要塞守備隊の編成を下令。
  - 4月21日：第56軍の発足に伴いその戦闘序列に編入
  - 5月　　：小呂ノ島・神集島・玄海島の各砲台の備砲を、北部九州方面の決戦準備のために転用 (ケ号演習)。
  - 5月       ：第3次兵備により要塞歩兵第7~9大隊が増強。
  - 7月       ：壱岐要塞守備隊作戦計画を作成[注釈 8]
  - 8月15日：『大東亞戰爭終結ノ詔書』を拝。
  - 8月16日：停戦

## 主要な施設
壱岐
(壱岐諸島)

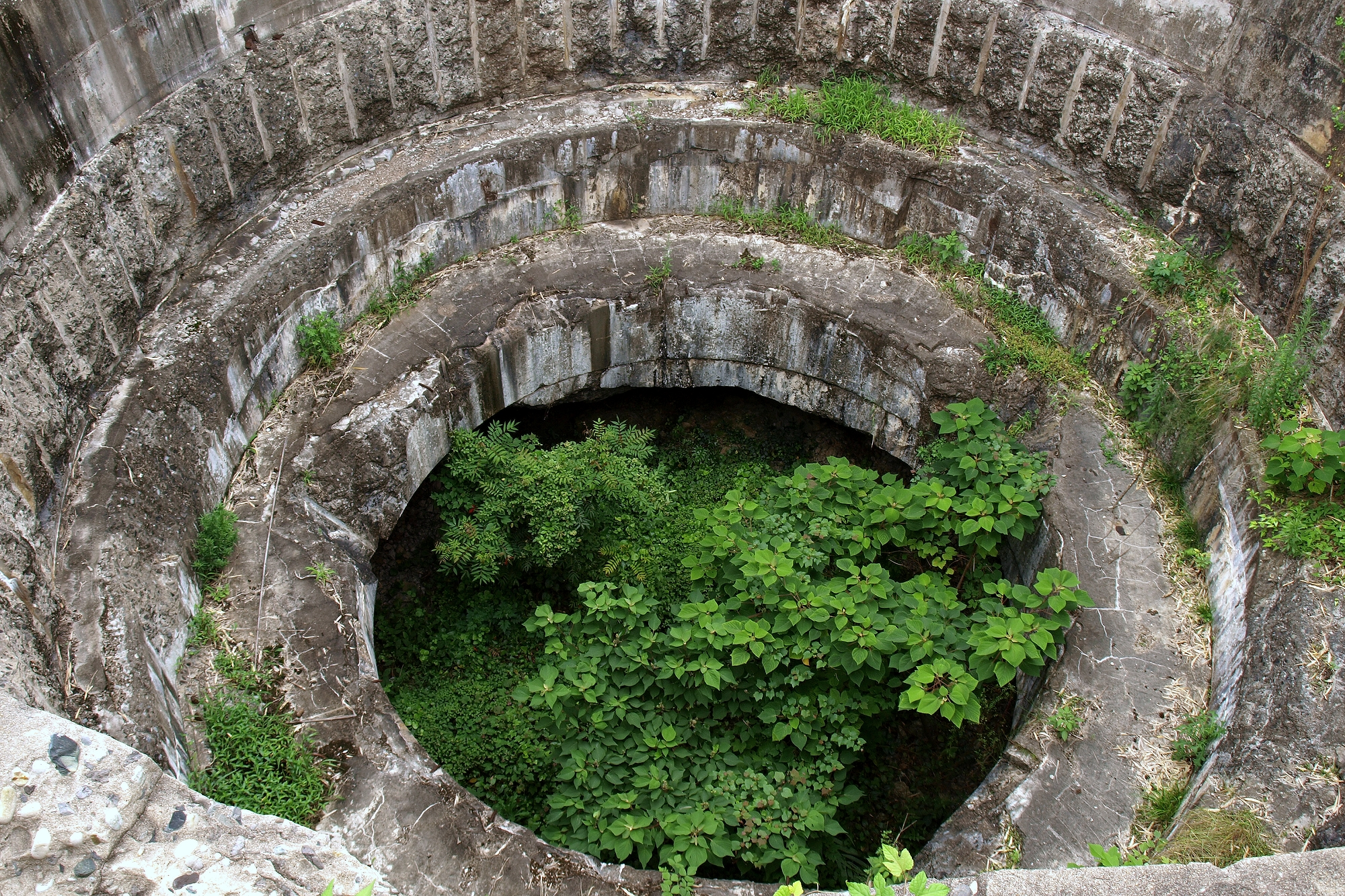
黒崎砲台跡

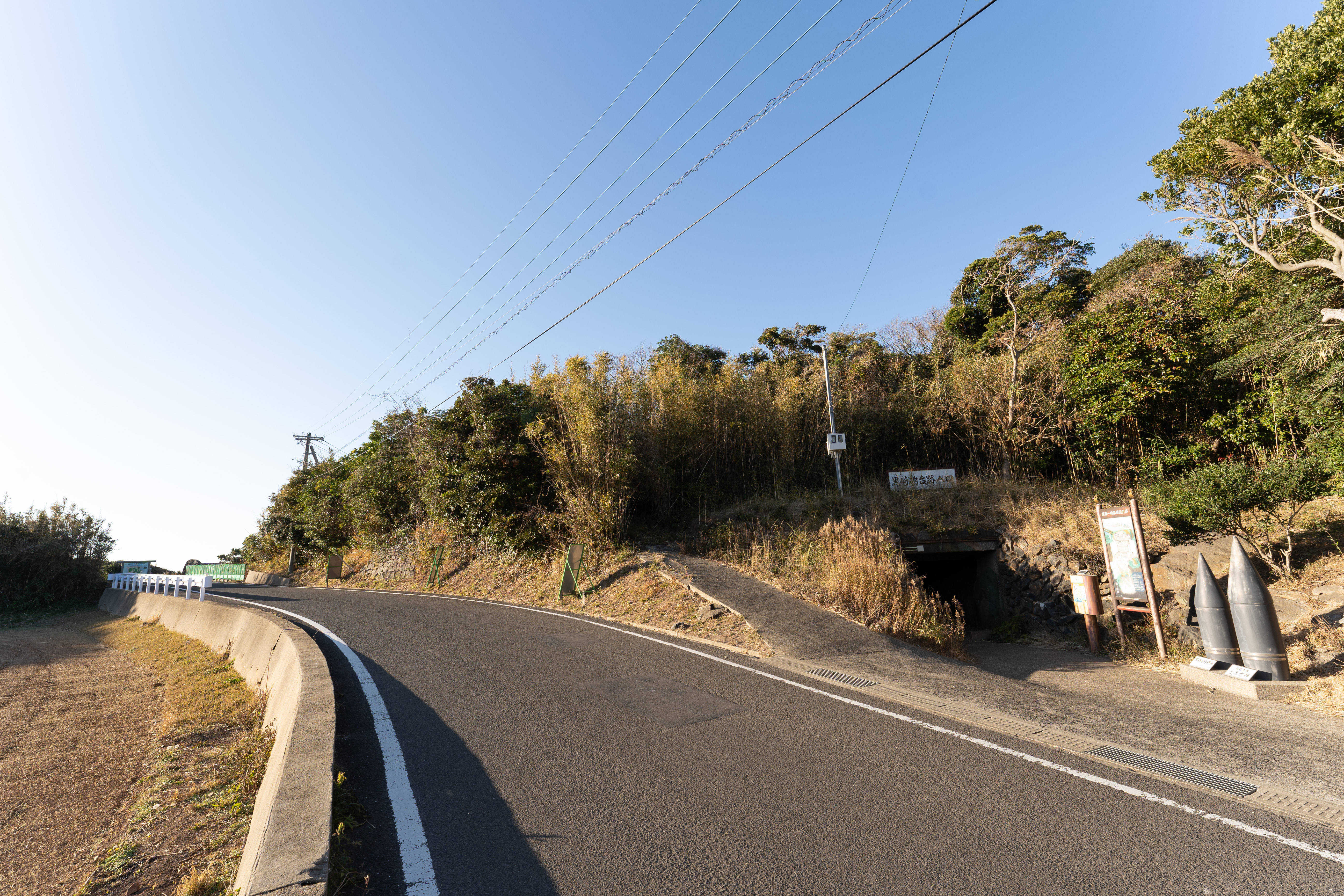
黒崎砲台跡地下通路への入口

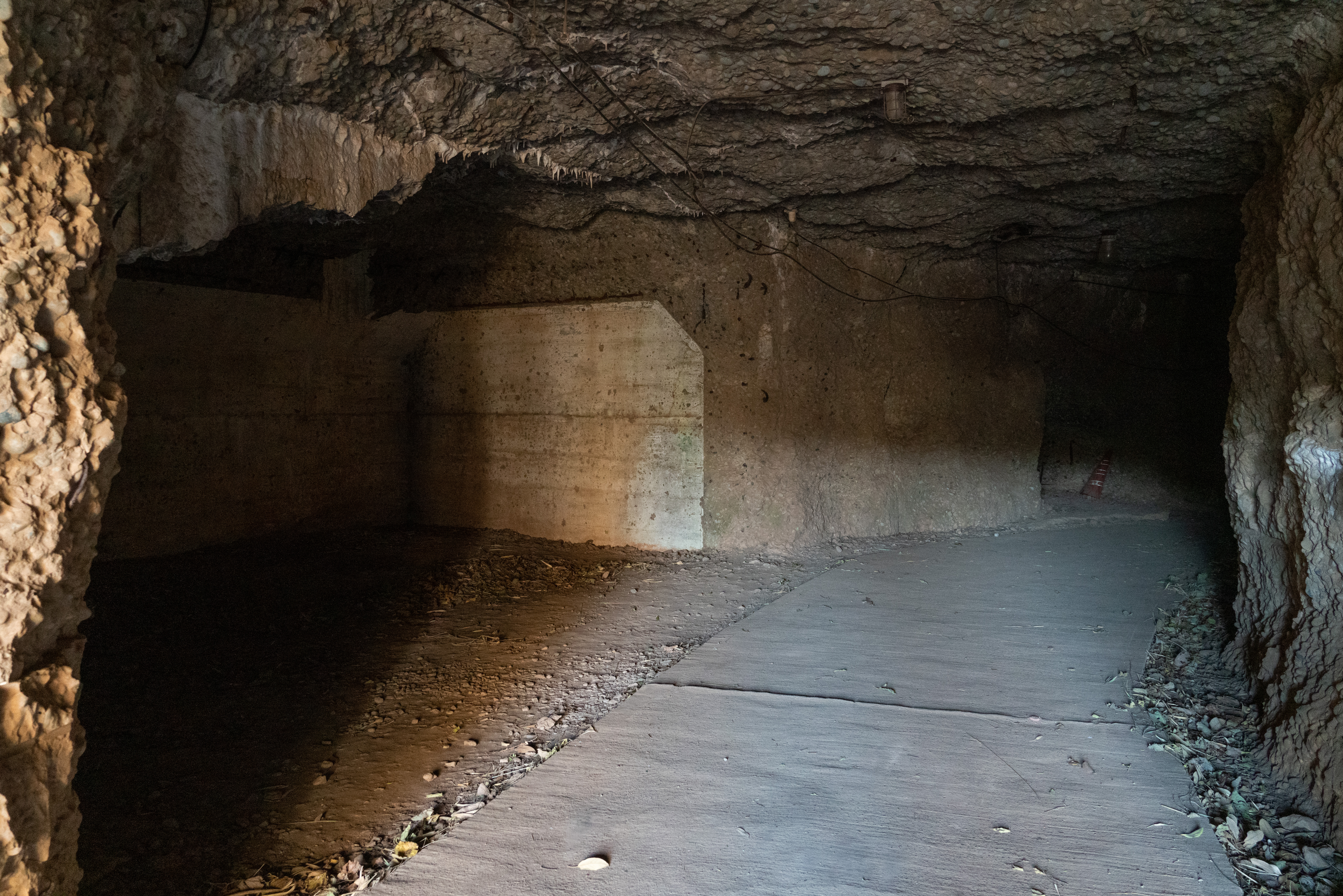
黒崎砲台跡地下通路内部

- 黒崎 砲台　　　　:砲塔四五口径四〇糎加農 連装 1基 2門。[注釈 9]
- 印通寺 臨時砲台　:予備兵器の38式野砲 4門  配備。
- 勝本 臨時砲台　　:海軍 14加 2門。(昭和20年･北部九州沿岸防備強化に転用した火砲の代わりに編入)
- 初山 臨時砲台　　:海軍 14加 2門。(昭和20年･北部九州沿岸防備強化に転用した火砲の代わりに編入)
- 初瀬 臨時砲台　　:海軍 14加 2門。(昭和20年･北部九州沿岸防備強化に転用した火砲の代わりに編入)
- 若宮島 砲台　　　:「要塞修正再整理要領」により中止。(砲塔四五口径四〇糎加農 連装 1基 2門)
- 名烏島 砲台　　　:四五式十五糎加農砲 改造固定式㊕ 2門。のち増設：同 改造固定式 2門：計 4門。
- 渡良大島 砲台　　:四五式十五糎加農砲 改造固定式 4門。
- 渡良長島　　　 　:昭和19年に菊型水中聴測機 設置。水中聴測部隊による海上監視と潜水艦情報の収集。

小呂島
(福岡県玄界灘)
- 小呂ノ島 砲台　　：四五式十五糎加農砲 改造固定式 4門。（ 昭和20年5月：備砲を、北部九州方面の決戦準備のために転用･ケ号演習）

的山大島
(長崎県平戸島の北方)
- 的山大島 砲台　　：砲塔四五口径三十糎加農 連装 1基 2門。[注釈 10]
- 馬の頭鼻 電燈所
- 長崎鼻 電燈所
- 的山大島 臨時砲台：予備兵器の38式野砲 2門  配備。
- 長崎鼻 臨時砲台　：予備兵器の38式野砲 4門  配備。

生月島
(長崎県の平戸島の北西)
- 御崎 砲台　　　　：九六式十五糎加農砲 2門。
- 御崎 臨時砲台　　：海軍 14加 2門。(昭和20年･北部九州沿岸防備強化に転用した火砲の代わりに編入)

平戸島
（佐世保軍港防備のための砲台であるが、生月砲台と隣接しているため壱岐要塞に編入）
- 平戸 砲台　　　　：
- 高島 砲台

馬渡島
(佐賀県唐津沖合玄界灘)
- 馬渡島 臨時砲台　：予備兵器の38式野砲 4門  配備。

神集島
(佐賀県唐津沖合玄界灘)
- 臨時砲台　　　  ：12速加 4門（昭和17年末：臨時配備/ 昭和20年5月：備砲を、北部九州方面の決戦準備のために転用･ケ号演習）

玄海島
(福岡県博多沖合)
- 臨時砲台　　 　：12速加 4門（昭和17年末：臨時配備 / 昭和20年5月：備砲を第145師団 (福岡県芦屋)に転用･ケ号演習）

加唐島
(佐賀県波戸岬北方の玄界灘)
- ：「要塞修正再整理要領」により中止。

鷹島
(長崎県･伊万里湾口)
- ：「要塞修正再整理要領」により中止。

## 歴代司令官
- 松井喬 大佐：1926年8月1日 -
- 三宅雄一 大佐：1928年8月10日 -
- 萩原勝千代 大佐：1929年3月16日 -
- 井原斉 大佐：1930年8月1日 -
- 高橋政蔵 中佐：1932年4月11日 -
- 井原斉 歩兵大佐：1933年8月1日[7] -
- 福島和吉郎 大佐：1934年8月1日 -
- 手塚省三 少将：1936年8月1日 -
- 根上清太郎 少将：1937年8月2日 -
- 榎本宮 少将：1939年3月9日 -
- 村治敏男 少将：1940年12月2日 -
- 三島義一郎 少将：1942年6月26日 -
- 千知波幸治 少将：1944年2月14日 -

## 最終所属部隊
壱岐要塞司令部：千知波幸治 少将（陸士26期）
- 壱岐要塞重砲兵連隊：関武思 大佐（陸士29期）
- 壱岐要塞歩兵第1大隊
- 壱岐要塞歩兵第2大隊
- 壱岐要塞歩兵第3大隊
- 壱岐要塞歩兵第4大隊
- 壱岐要塞歩兵第5大隊：後藤健 大尉（陸士55期）
- 壱岐要塞歩兵第6大隊
- 壱岐要塞歩兵第7大隊
- 壱岐要塞歩兵第8大隊
- 壱岐要塞歩兵第9大隊
- 西部軍管区直轄　　壱岐陸軍病院：高椋秀雄 軍医少佐